# Chilon robustus
Chilon robustus is een hooiwagen uit de familie Assamiidae.